# Lüder (Adelsgeschlecht)
Lüder ist der Name eines preußischen Adelsgeschlechts.

## Ursprünge
Bei dem Geschlecht handelt es sich um eine Quedlinburger Beamtenfamilie. Die Stammreihe fängt mit Pasche Paschasius Luder (1494–1564) aus Quedlinburg an.
Die Familie war weit verzweigt und teilt sich in zwei Hauptlinien, von denen wiederum in kurzen Abständen verschiedene Namensträger nacheinander geadelt wurden.
- Brandenburgische Linie:
  - Reichsadelsstand (Wien 14. April 1696) für Johann Werner Lüder, Kurfürstlich-Brandenburgischer Kammergerichtsrat,
  - Reichsadelsstand (Wien 29. Januar 1779) für Christian Wilhelm Lüder, (Kammerrat in Zinna), Neffe des oben genannten Johann Werner Lüder,
  - Preußischer Adelsstand (Berlin 13. März 1787) für Johann Wilhelm Lüder, Bruder des Christian Wilhelm Lüder, und Stiefsohn des Kanzlers der Universität Halle Carl Christoph von Hoffmann (1735–1801). Johann Wilhelm Lüder war Gutsbesitzer in Brandenburg und besaß das Rittergut Dölzig[1].

Von den Sprossen des Stammes traten mehrere in die Preußische Armee. Ein von Lüder stand 1806 als Premierleutnant im Regiment „von Tschammer“, zwei Brüder im Regiment des Prinzen zu Braunschweig-Oels. Der ältere ging 1809 in englische Dienste, der jüngere starb 1824 als Kapitän im 5. Infanterie-Regiment. Über eine andere Familie dieses Namens, deren Güter in der jetzigen Provinz Sachsen lagen, fehlen genaue Angaben.
- Estländische Linie:
  - Friedrich Gottlieb Lueder wurde am 13. Dezember 1785 in den russischen, erblichen Adelsstand aufgenommen (Adelsbestätigung). Sein Sohn Karl von Lueder wurde 1821 in die Estländische Ritterschaft aufgenommen.

## Wappen
Da verschiedene Nachkommen des Paschasius Luder geadelt wurden, besitzt jede Linie ein eigenes Wappen, die sich voneinander unterscheiden. So ist das Wappen der Lüder in Preußen in Silber gehalten, es stellt einen Stamm mit zwei abgekappten Zweigen, wie eine Gabel, begleitet von ein, zwei oder drei goldenen Sternen dar. Die baltische (estländische) Linie hat in Silber einen abgeledigten, gestürzten braunen Sparren, begleitet von drei achtstrahligen Sternen, auf dem Helm einen achtstrahligen grünen Stern.

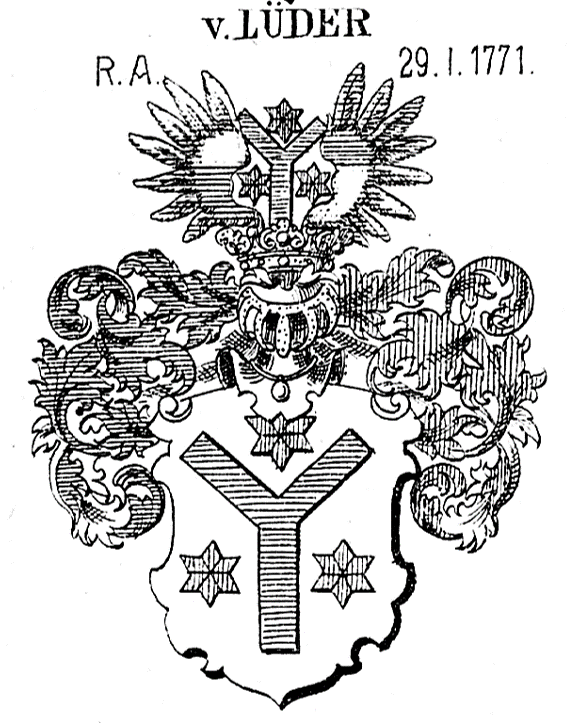
Wappen aus dem Reichadelsdiplom vom 29. Januar 1779 (in der Abb. falsche Jahreszahl)
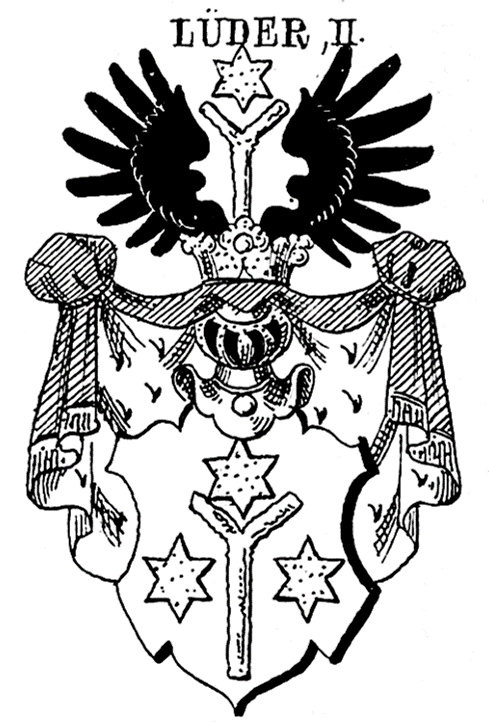
Wappen aus der preußischen Nobilitierung vom 13. März 1787
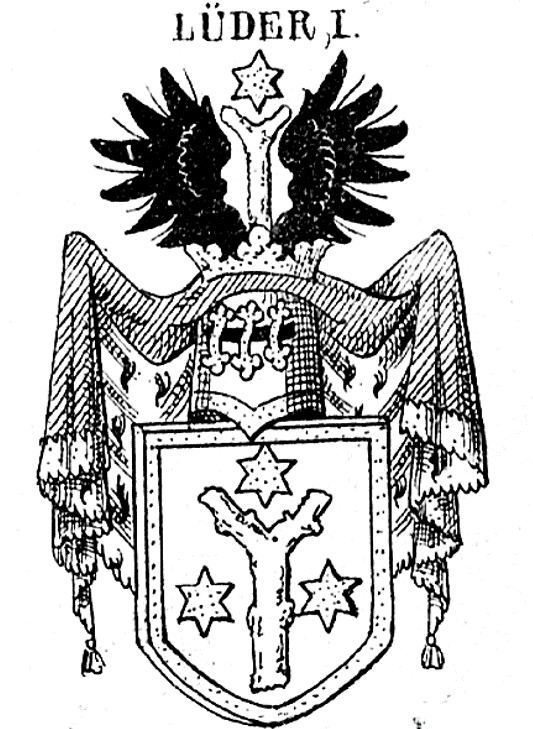
Wappen derer von Lüder gemäß preußischer Nobilitierung
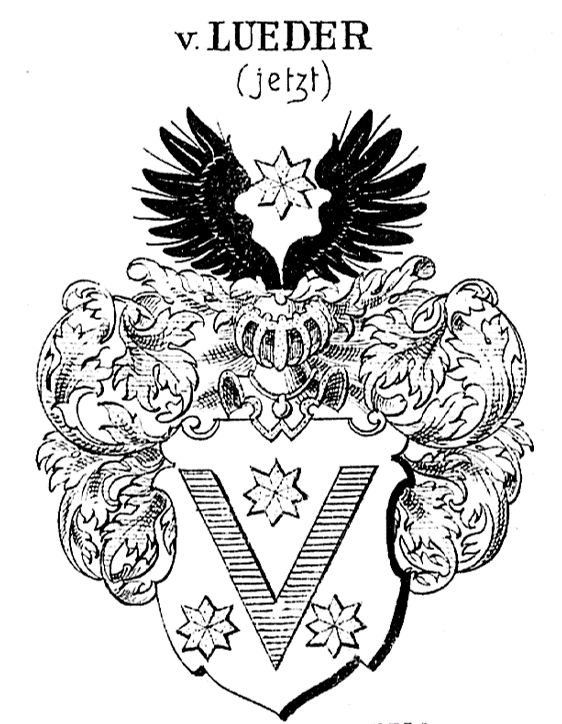
Wappen der estnischen Lueder bei Siebmacher
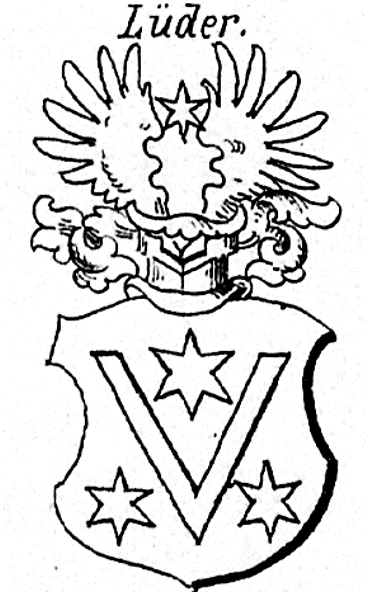
Wappen derer von Lüder im Revaler Bürgerbuch 1730